# Jean Claude Tsila
Jean Claude Tsila, né le 5 septembre 1956 dans le village d'Oboa dans la région du Centre et décédé le 12 août 2020, est une personnalité politique du Cameroun. A sa mort, il est préfet du Mfoundi.

## Biographie

### Études
Titulaire d'une licence en Droit, Jean Claude Tsila obtient un diplôme de l'école nationale d'administration et de magistrature (ENAM) en 1980.

### Carrière
Administrateur civil principal, Jean Claude Tsila entame sa carrière dans la préfectorale après sa sortie dès 1980 après sa sortie de l'ENAM. Il travaille par la suite dans ce domaine de l'administration camerounaise pendant 31 ans,.
Il occupe son premier poste administratif au Ministère de l'Administration territoriale où il travaille pendant 3 ans. Par la suite, il est promu deuxième adjoint préfectoral préfectoral du département de Nyong-et-Kelle.
Jean Claude Tsila occupe successivement le poste de sous-préfet dans plusieurs communes du Cameroun. Tout d'abord dans la commune de Bot-Makak, puis dans la commune de  Logone-Birmi dans la partie septentrionale du pays. De retour dans la région du Centre, il est sous-préfet de la commune de Ngomedjap. Puis il est affecté dans le Sud du pays où il travaille également comme sous-préfet de la commune de Mengong.
Quelques années plus tard Jean Claude Tsila est de retour dans la région du Centre pour occuper la fonction de sous-préfet d'abord  dans la commune de Yaoundé VI et par la suite dans la commune de Yaoundé I. Il est promu préfet du département du Nyong-et-Mfoumou en 2008, puis préfet du Mfoundi en 2010, poste qu'il occupe jusqu'à sa mort en août 2020 a l'hôpital général de suite d'un AVC,.
Très actif dans le domaine du développement territorial. Jean Claude Tsila est président de l’association pour le développement de l’arrondissement du Spoa dans le département Mefou-et-Atamba et chef traditionnel d’Oboa, son village natal. Commandeur de l’Ordre national de la valeur, il joue également joué un rôle significatif dans la riposte du Coronavirus,.

### Décès
Jean Claude Tsila, administrateur civil principal hors-échelle, a été interné au Centre des Urgences de Yaoundé (CURY) au début du mois de juillet 2020, en raison d’une douleur dans l’une de ses jambes. Les examens médicaux ont révélé une tumeur cérébrale, accompagnée d'une hémorragie. Âgé de 64 ans, Jean Claude Tsila n'a pas survécu à cette maladie. Il est ainsi décédé le mercredi 12 août 2020, à l’Hôpital général de Yaoundé des suites de maladie.

## Combat
Dans ses actions de développement territorial, Jean-Claude Tsila souhaite voir les abords de la capitale vidées des vendeurs à la sauvette et des motocycles. En 2012, il signe conjointement un arrêté avec  l'ex délégué du gouvernement auprès de la communauté urbaine de Yaoundé, Gilbert Tsimi Evouna où sont fixées les zones d'activités des motocycles. De ce fait, la circulation des motocycles et les vendeurs ambulants est alors interdite dans le centre ville de la capital et d'autres zones périphériques afin que la capitale du pays Yaoundé, soit une cité où il fait bon vivre.

## Distinction
Jean Claude Tsila, administrateur civil est élevé au titre de Grand cordon du mérite camerounais, d’après une lettre du Directeur du cabinet civil de la Présidence de la République, Samuel Mvondo Ayolo, adressée le 22 septembre 2020 au Gouverneur du Centre, Naseri Paul Bea.